# Moya Bailey
Moya Bailey es una académica, escritora y activista feminista afroamericana. Se destaca por acuñar el término misogynoir, que denota lo que Bailey describe como la combinación única de misoginia y racismo antinegro experimentado por las mujeres negras.Bailey es profesora asociada en la Universidad Northwestern.

## Trayectoria
Bailey asistió al Spelman College para obtener su licenciatura. Recibió su doctorado de la Universidad de Emory en el departamento de Estudios de la Mujer, el Género y la Sexualidad. Después de trabajar en la Universidad del Noreste como profesora asistente en el Departamento de Culturas, Sociedades y Estudios Globales y en el programa de Estudios de la Mujer, el Género y la Sexualidad, se unió al Departamento de Estudios de Comunicación de Northwestern.
Trabaja con el Octavia E. Butler Legacy Network,"una organización que apoya y promueve el legado del escritor",y es la cofundadora de Quirky Black Girls, un colectivo para mujeres negras que no se ajustan a los estereotipos culturales. También trabajó en el proyecto #tooFEW. El hashtag "FEW" significa "Feminists Engage Wikipedia". El objetivo de este proyecto era que las feministas involucraran las páginas de Wikipedia, tanto agregando como editando información sobre individuos, eventos y cosas relacionadas con el feminismo (con un enfoque particular en el feminismo negro). Recibió una reacción violenta y comentarios despectivos por participar en esta iniciativa.

## Misogynoir
Bailey acuñó originalmente el término misogynoir en 2008, pero lo usó por primera vez en un ensayo de 2010 titulado "No están hablando de mí...".[Es un acrónimo de la palabra misoginia y noir, la palabra francesa para "negro". Bailey acuñó un término para describir un tipo único de discriminación experimentada por las mujeres negras, específicamente la "mujeroginia racista antinegra que experimentan las mujeres negras, particularmente en la cultura visual y digital de los Estados Unidos".

En una publicación de blog de 2014 escribió:
Estaba buscando un lenguaje preciso para describir por qué a Renisha McBride le dispararían en la cara, o por qué The Onion pensaría que está bien hablar de Quvenzhané de la manera en que lo hicieron, o la hipervisibilidad de las mujeres negras en la telerrealidad, el arresto de Shanesha Taylor, el encarcelamiento de CeCe, Laverne